# Cyanoderma erythropterum
A Cyanoderma erythropterum a madarak osztályának verébalakúak (Passeriformes) rendjébe és a timáliafélék (Timaliidae) családjába tartozó faj.

## Rendszerezése
A fajt Edward Blyth angol zoológus írta le 1842-ben, a Timalia nembe Timalia erythroptera néven. Besorolása vitatott, egyes szervezetek a Stachyris nembe sorolják Stachyris erythroptera néven.

## Alfajai
- Cyanoderma erythropterum bicolor (Blyth, 1865)
- Cyanoderma erythropterum erythroptera (Blyth, 1842)
- Cyanoderma erythropterum fulviventris (Richmond, 1903)
- Cyanoderma erythropterum pyrrhophaea (Hartlaub, 1844)
- Cyanoderma erythropterum rufa (Chasen & Kloss, 1927)

## Előfordulása
Délkelet-Ázsiában, Indonézia, Malajzia, Mianmar, Szingapúr,  Thaiföld és Vietnám területén honos. Természetes élőhelyei a szubtrópusi vagy trópusi síkvidéki esőerdők, mangroveerdők és mocsári erdők, valamint ültetvények. Állandó, nem vonuló faj.

## Megjelenése
Testhossza 14 centiméter, testtömege 10-16 gramm.
|  |

## Természetvédelmi helyzete
Az elterjedési területe rendkívül nagy, egyedszáma ugyan csökken, de még nem éri el a kritikus szintet. A Természetvédelmi Világszövetség Vörös listáján nem fenyegetett fajként szerepel.